# Holmes Herbert
Pour les articles homonymes, voir Herbert.
Holmes Herbert est un acteur britannique, né le 30 juillet 1882 à Mansfield (Royaume-Uni), et mort le 26 décembre 1956 à Hollywood (États-Unis).

## Filmographie

### Années 1910
- 1915 : His Wife : John Dennys
- 1915 : The Fisherwoman
- 1917 : Her Life and His : Ralph Howard
- 1917 : The Man Without a Country d'Ernest C. Warde : Lt. Philip Nolan
- 1918 : Maison de poupée (A Doll's House) de Maurice Tourneur : Thorvald Helmar
- 1918 : Le Tourbillon (The Whirlpool) d'Alan Crosland : Juge Reverton
- 1918 : The Death Dance : Arnold Maitland
- 1919 : The Market of Souls
- 1919 : La Divorcée (The Divorcee) : Sir Paradine Fuldes
- 1919 : The Rough Neck : A Half-Breed Indian
- 1919 : La Bruyère blanche (The White Heather) de Maurice Tourneur : Lord Angus Cameron
- 1919 : Other Men's Wives : Fenwick Flint
- 1919 : L'ABC de l'amour (The ABC of Love) : Harry Bryant

### Années 1920
- 1920 : Le Loup de dentelle (en) (On with the Dance)
- 1920 : His House in Order (en) d'Hugh Ford : Filmer Jesson
- 1920 : Black Is White de Charles Giblyn : Jim Brood
- 1920 : My Lady's Garter : Henry Van Derp, aka The Hawk
- 1920 : L'Homme qui assassina (en) (The Right to Love) : Lord Falkland
- 1920 : Le Poids du passé (Lady Rose's Daughter) d'Hugh Ford : Jacob Delafield
- 1920 : Dead Men Tell No Tales : Squire John Rattray
- 1920 : The Truth About Husbands : Dustan Renshaw
- 1921 : Her Lord and Master : R. Honorable Thurston Ralph, Viscount Canning
- 1921 : Heedless Moths : The Sculptor
- 1921 : Immolation (The Wild Goose) d'Albert Capellani : Frank Manners
- 1921 : The Inner Chamber : Edward J. Wellman
- 1921 : The Family Closet : Alfred Dinsmore
- 1922 : Any Wife : Philip Gray
- 1922 : A Stage Romance : Prince of Wales
- 1922 : Evidence : Judge Rowland
- 1922 : Divorce Coupons : Roland Bland
- 1922 : Moonshine Valley : Dr Martin
- 1922 : A Woman's Woman : John Plummer
- 1923 : I Will Repay (en) de  Henry Kolker
- 1923 : Toilers of the Sea : Sandro
- 1924 : Another Scandal : Pelham Franklin
- 1924 : The Enchanted Cottage de John S. Robertson
- 1924 : Her Own Free Will : Peter Craddock
- 1924 : Sinners in Heaven : Hugh Rochedale
- 1924 : Love's Wilderness : Davod Tennant
- 1925 : Daddy's Gone A-Hunting : Greenough
- 1925 : Up the Ladder : Robert Newhall
- 1925 : Wildfire : Garrison
- 1925 : Le Fils prodigue (The Wanderer) : Prophet
- 1925 : Wreckage : Stuart Ames
- 1925 : La Comtesse Voranine (A Woman of the World) de Malcolm St. Clair : Richard Granger
- 1926 : The Passionate Quest : Erwen
- 1926 : The Honeymoon Express : Jim Donaldson
- 1926 : Josselyn's Wife de Richard Thorpe : Thomas Josselyn
- 1926 : The Fire Brigade : James Corwin
- 1927 : Les Noces d'argent (The Nest) de William Nigh : Richard Elliot
- 1927 : One Increasing Purpose : Charles Paris
- 1927 : Le Roman de Manon (When a Man Loves) : Jean Tiberge
- 1927 : Monsieur Wu de William Nigh : Mr Gregory
- 1927 : Lovers? : Milton
- 1927 : Heart of Salome : Sir Humphrey
- 1927 : Esclaves de la beauté : Leonard Jones
- 1927 : The Gay Retreat : Charles Wright
- 1927 : À l'ombre de Brooklyn (East Side, West Side) d'Allan Dwan : Gilbert Van Horn
- 1927 : The Silver Slave : Tom Richards
- 1928 : Les hommes préfèrent les blondes (Gentlemen Prefer Blondes) de Malcolm St. Clair : Henry Spoffard
- 1928 : Their Hour : Cora's Father
- 1928 : The Sporting Age : James Driscoll
- 1928 : The Terror : Goodman
- 1928 : Through the Breakers : Eustis Hobbs
- 1928 : En cour d'assises (On Trial) d'Archie Mayo : Gerald Trask
- 1929 : The Charlatan : Count Merlin / Peter Dwight
- 1929 : Careers de John Francis Dillon : Carouge
- 1929 : Say It with Songs : Dr. Robert Merrill
- 1929 : Madame X : Noel
- 1929 : Her Private Life d'Alexander Korda : Rudolph Solomon
- 1929 : The Careless Age : Sir John
- 1929 : La Treizième Chaise (The Thirteenth Chair) de Tod Browning : Sir Roscoe Crosby
- 1929 : Le Baiser (The Kiss) : Lassalle
- 1929 : Indomptée (Untamed) : Howard Presley

### Années 1930
- 1930 : Au large de Shanghaï (The Ship from Shanghai) de Charles Brabin : Paul Thorpe
- 1931 : The Single Sin : Roger Van Dorn
- 1931 : The Hot Heiress de Clarence G. Badger : Mr. Hunter
- 1931 : Chances : Maj. Bradford
- 1931 : Broadminded : John Hackett, Sr.
- 1931 : Daughter of the Dragon : Sir John Petrie
- 1931 : Docteur Jekyll et Mr. Hyde (Dr. Jekyll and Mr. Hyde) : Dr. Lanyon
- 1932 : Shop Angel : James Walton Kennedy
- 1932 : Miss Pinkerton : Arthur Glenn
- 1932 : Nuit d'aventures (Central Park) : Benefit Emcee
- 1932 : Sister to Judas : Bruce Rogers
- 1933 : Masques de cire (Mystery of the Wax Museum) de Michael Curtiz : Dr. Rasmussen
- 1933 : L'Homme invisible (The Invisible Man) de James Whale : Chef de la Police
- 1934 : Beloved de Victor Schertzinger : Lord Landslake
- 1934 : La Maison des Rothschild (The House of Rothschild) : Rowerth
- 1934 : Le Comte de Monte-Cristo (The Count of Monte Cristo) de Rowland V. Lee : Judge
- 1934 : The Pursuit of Happiness d'Alexander Hall : Gen. Sir Henry Clinton
- 1934 : The Curtain Falls (en) : John Scorsby
- 1934 : Sons of Steel : Curtis Chadburne
- 1935 : One in a Million : Donald Cabot, Sr.
- 1935 : Cardinal Richelieu de Rowland V. Lee : Noble
- 1935 : La Marque du vampire (Mark of the Vampire) : Sir Karell Borotyn
- 1935 : Accent on Youth (en) de  Wesley Ruggles : Frank Galloway
- 1935 : L'Ange des ténèbres (The Dark Angel) : Major in Dugout
- 1935 : Le Capitaine Blood (Captain Blood) : Capt. Gardner
- 1936 : Sa femme et sa secrétaire (Wife vs. Secretary) : Frawley
- 1936 : Brilliant Marriage : Thorne
- 1936 : The Country Beyond : Insp. Reed
- 1936 : The White Angel : War Minister
- 1936 : Charlie Chan aux courses (Charlie Chan at the Race Track) : Chief Steward, Melbourne Cup
- 1936 : The Gentleman from Louisiana : Chief Steward
- 1936 : Fifteen Maiden Lane : Harold Anderson
- 1936 : La Charge de la brigade légère (The Charge of the Light Brigade) : General O'Neill
- 1936 : House of Secrets (en) de Roland D. Reed : Sir Bertram Evans
- 1936 : Le Pacte (Lloyd's of London) : Spokesman
- 1937 : Stolen Holiday : Nicole's Dance Partner at Party
- 1937 : Le Prince et le Pauvre (The Prince and the Pauper) : Doctor #1
- 1937 : La Treizième Chaise (The Thirteenth Chair) : Sir Roscoe Crosby
- 1937 : Le Dernier négrier (Slave Ship) : Commander
- 1937 : La Vie d'Emile Zola (The Life of Emile Zola) : Commander of Paris
- 1937 : Aventure en Espagne (Love Under Fire) : Darnley
- 1937 : Amour d'espionne (Lancer Spy) : Dr. Aldrich
- 1937 : The Girl Said No d'Andrew L. Stone : Charles Dillon
- 1937 : The Man Without a Country : Aaron Burr
- 1938 : Here's Flash Casey : Major Rodney Addison
- 1938 : Les Flibustiers (The Buccaneer) de Cecil B. DeMille : Capt. McWilliams
- 1938 : The Black Doll : Dr. Giddings
- 1938 : Les Aventures de Robin des Bois (The Adventures of Robin Hood) de Michael Curtiz et William Keighley : Referee
- 1938 : Le Proscrit (Kidnapped) : Judge
- 1938 : Marie Antoinette : Herald
- 1938 : Say It in French : Richard Carrington Sr.
- 1939 : Mr. Moto's Last Warning : Bentham
- 1939 : Le Mystère de Mr Wong : Professeur Ed Janney
- 1939 : Petite Princesse (The Little Princess) : Doctor
- 1939 : Mystery of the White Room : Hospital Administrator
- 1939 : Juarez : Marshal Randon
- 1939 : Wolf Call : Winton (Fur Trapper)
- 1939 : Trapped in the Sky de Lewis D. Collins : Fielding
- 1939 : The House of Fear : Bit Part
- 1939 : The Sun Never Sets : Colonial Official
- 1939 : Bad Boy : Mr. McNeil
- 1939 : Stanley et Livingstone (Stanley and Livingstone) : Sir Frederick Holcomb
- 1939 : Les Aventures de Sherlock Holmes (The Adventures of Sherlock Holmes) : Justice
- 1939 : Hidden Power : Dr. Morley
- 1939 : Envol vers le bonheur (Intermezzo: A Love Story) : The Doctor
- 1939 : La Vie privée d'Elisabeth d'Angleterre (The Private Lives of Elizabeth and Essex) : Majordomo
- 1939 : 20,000 Men a Year : Dean Norris
- 1939 : Les Maîtres de la mer (Rulers of the Sea) de  Frank Lloyd : Member of Naval Company
- 1939 : La Tour de Londres (Tower of London) : Councilman
- 1939 : Nous ne sommes pas seuls (We Are Not Alone) d'Edmund Goulding : Police Inspector
- 1939 : Tout se passe la nuit (Everything Happens at Night) d'Irving Cummings : Featherstone

### Années 1940
- 1940 : Le Gangster de Chicago (The Earl of Chicago) de Richard Thorpe : Sergeant-at-Arms
- 1940 : British Intelligence Service (British Intelligence) : Arthur Benneft
- 1940 : An Angel from Texas
- 1940 : Women in War : Chief Justice
- 1940 : Phantom Raiders : Sir Edward
- 1940 : Correspondant 17 (Foreign Correspondent) : Commissioner Folliptt
- 1940 : La Fièvre du pétrole (Boom Town) : Doctor
- 1940 : Une dépêche Reuter (A Dispatch from Reuter's) : Member of Parliament
- 1940 : South of Suez : Simpson
- 1940 : La Lettre (The Letter) : Bob's Friend
- 1941 : La Proie du mort (Rage in Heaven) : The judge
- 1941 : Scotland Yard : Dr. Woodward
- 1941 : Chasse à l'homme (Man Hunt) : Saul Farnsworthy
- 1941 : International Squadron : Sir Basil Wryxton
- 1941 : La Rose blanche (The Men in Her Life) : Second Doctor
- 1942 : Le Fantôme de Frankenstein (The Ghost of Frankenstein) d'Erle C. Kenton : Magistrate
- 1942 : Âmes rebelles (This Above All) : Dr. Mathias
- 1942 : Danger in the Pacific : Commissioner
- 1942 : Mademoiselle Palmer et son psychiatre (Lady in a Jam) de Gregory La Cava
- 1942 : L'Agent invisible (Invisible Agent) d'Edwin L. Marin : Sir Alfred Spencer
- 1942 : Strictly in the Groove : Commissioner
- 1942 : The Undying Monster : Chief Constable
- 1943 : Sherlock Holmes et l'Arme secrète (Sherlock Holmes and the Secret Weapon) : Sir Reginald Bailey
- 1943 : Sherlock Holmes in Washington : Mr. Ahrens
- 1943 : A Stranger in Town : Supreme Court Justice
- 1943 : Rencontre à Londres (Two Tickets to London) : Kilgallen
- 1943 : Le Héros du Pacifique (The Man from Down Under) de Robert Z. Leonard : Government official at train station
- 1943 : Corvette K-225 : Commdr. Ramsay
- 1943 : Le Docteur de la mort (Calling Dr. Death) de Reginald Le Borg : Bryant
- 1944 : La Falaise mystérieuse (The Uninvited) : Charlie Jessup
- 1944 : The Bermuda Mystery : Judge
- 1944 : La Perle des Borgia (The Pearl of Death) : James Goodram
- 1944 : Our Hearts Were Young and Gay : Captain
- 1944 : The Unwritten Code : McDowell
- 1944 : Enter Arsene Lupin : Jobson
- 1944 : La Malédiction de la Momie (The Mummy's Curse) : Dr. Cooper
- 1945 : Sherlock Holmes and the House of Fear : Alan Cosgrave
- 1945 : Jealousy (en) : Melvyn Russell
- 1945 : L'Oncle Harry (The Strange Affair of Uncle Harry) de Robert Siodmak : Warden
- 1945 : Swingin' on a Rainbow : Butler
- 1945 : Ah, quel scandale ! (George White's Scandals) de Felix E. Feist : Lord Michael Asbury
- 1945 : Agent secret (Confidential Agent) : Lord Benditch
- 1946 : Trois Étrangers (Three Strangers) de Jean Negulesco : Sir Robert
- 1946 : Le Fils de Robin des Bois (The Bandit of Sherwood Forest) d'Henry Levin et George Sherman : Baron
- 1946 : La Clef (Dressed to Kill) : Ebenezer Crabtree
- 1946 : The Verdict de Don Siegel : Sir William Dawson
- 1946 : Peines de cœur (Love Laughs at Andy Hardy) de Willis Goldbeck : Dr White, Ministre
- 1947 : Over the Santa Fe Trail : Doc Henderson, alias Morrell
- 1947 : J'accuse cette femme (Mr. District Attorney) : Gallentyne
- 1947 : The Ghost Goes Wild (en) : Juge
- 1947 : Bulldog Drummond at Bay
- 1947 : Le Crime de Mme Lexton (Ivy) : Mulloy
- 1947 : Singapour (Singapore) : Rev. Thomas Barnes
- 1947 : Bulldog Drummond Strikes Back : Inspector McIver
- 1947 : Le Souvenir de vos lèvres (This Time for Keeps) de Richard Thorpe : Norman Randall, Opera Director
- 1947 : Quand vient l'hiver (If Winter Comes) de Victor Saville : Mr Broadhurst
- 1948 : Le Manoir de la haine (The Swordsman) de Joseph H. Lewis : Lord Glowan
- 1948 : The Wreck of the Hesperus (en) d'Elmer Clifton : Pastor West
- 1948 : Raccrochez, c'est une erreur ! (Sorry, Wrong Number) d'Anatole Litvak : Wilkins
- 1948 : Johnny Belinda de Jean Negulesco : Juge
- 1948 : Le Maître de Lassie (Hills of Home) de Fred M. Wilcox : Hillocks
- 1948 : Jungle Jim : Commissioner Geoffrey Marsden
- 1948 : Tragique Décision (Command Decision) de Sam Wood : Chairman
- 1949 : Ma femme et ses enfants (Family Honeymoon) de Claude Binyon : Miller
- 1949 : Les Chevaliers du Texas (South of St. Louis) de Ray Enright : Sir Cecil
- 1949 : Un homme change son destin (The Stratton Story) de Sam Wood : Docteur
- 1949 : Barbary Pirate : Thomas Jefferson
- 1949 : Post Office Investigator (en) de George Blair : James Seeley

### Années 1950
- 1950 : The Magnificent Yankee de John Sturges : Justice McKenna
- 1950 : Mark of the Gorilla : Narrateur (voix)
- 1950 : The Iroquois Trail : Gen. Johnson
- 1950 : To Please a Lady : Benson (Regina's butler)
- 1951 : David et Bethsabée (David and Bathsheba) de Henry King : Jesse
- 1951 : L'Amant de Lady Loverly (The Law and the Lady) d'Edwin H. Knopf : English Colonel
- 1951 : La Flibustière des Antilles (Anne of the Indies) de Jacques Tourneur : English Sea Captain
- 1951 : The Son of Dr. Jekyll : Constable
- 1951 : Le Droit de tuer (The Unknown Man), de Richard Thorpe : Reverend Michael
- 1952 : Les Fils des Mousquetaires (At Sword's Point) de Lewis Allen : Mallard
- 1952 : Au pays de la peur (The Wild North) d'Andrew Marton : Magistrat
- 1952 : Le Proscrit (The Brigand) de Phil Karlson : Archbishop